# دقيقة قطبية كرايوكونيتية أحادية الخلية
دقيقة قطبية كرايوكونيتية أحادية الخلية (الاسم العلمي: Polaromonas cryoconiti) هي نوع من البكتيريا، سلبية الغرام، تتبع جنس الدقائق قطبية أحادية الخلية.